# Brandhorst
Brandhorst är en ortsteil i staden Oranienbaum-Wörlitz i Landkreis Wittenberg i förbundslandet Sachsen-Anhalt i Tyskland. Brandhorst var en kommun fram till den 1 januari 2011 när den uppgick i Oranienbaum-Wörlitz. Brandhorst hade 101 invånare 2010.